# Robert McHugh
Robert McHugh (ur. 16 lipca 1991 w Glasgow) – szkocki piłkarz grający na pozycji napastnika. Zawodnik klubu Greenock Morton.

## Kariera
Karierę piłkarską rozpoczął w 2007 roku, w klubie Motherwell. Stamtąd był wypożyczany do Queen of the South oraz do Airdrieonians. Następnie występował w Falkirk oraz w Greenock Morton.
W Scottish Premier League rozegrał 70 spotkań i zdobył 5 bramek.